# 駐日ハイチ大使館
駐日ハイチ大使館（フランス語: Ambassade d'Haïti au Japon、英語: Embassy of Haiti in Japan）は、ハイチが日本の首都東京に設置している大使館である。1956年4月に両国間の外交関係が再開した後、1960年に大使館が開設されたが、特命全権大使が常駐を開始したのは1995年5月である。

## 所在地
2023年より、下記の住所で運営されている。旧住所は「東京都港区西麻布4-12-24 興和西麻布ビル9階906号」であった。
| 日本語 | 〒106-0044 東京都港区東麻布1-10-11 東麻布アベビル7階                                 |
| 英語   | Higashi-Azabu Abe Bldg. 7th Floor, 1-10-11, Higashi-Azabu, Minato-ku, Tokyo 106-0044 |

## 大使
2023年3月29日より、ワトソン・レイシウス・デニ公使参事官が臨時代理大使を務めている。

## 在東京ハイチ総領事館
在東京ハイチ総領事館（フランス語: Consulat général d'Haïti à Tokyo、英語: Consulate-General of Haiti in Tokyo）は、かつてハイチが東京に設置していた総領事館である。1967年度に、一時閉鎖中の大使館に代わって開設された。
1969年4月1日時点での住所は「東京都港区高輪町2-1-15 伊皿子アパートメント110号室」であった。大使館が再開された後は東京に大使館と総領事館が併存するようになり、2023年5月2日時点で大使館と同一の住所「東京都港区西麻布4-12-24 興和西麻布ビル9階906号」に総領事館が置かれていたが、同月25日までに総領事館が閉鎖され東京には大使館のみが維持される体制となった。

### 総領事
| 代 | 氏名（日本語）           | 氏名（フランス語） | 着任      | 退任      | 備考 |
| -- | ------------------------ | ------------------ | --------- | --------- | --- |
|    | マルセル・デュレ         | Marcel Duret       | 1991年    | 2003年9月 | 兼駐日大使。駐日大使としての信任状捧呈は1995年5月11日。 |
| -  | 空席                     | vacant             | 2003年9月 | 2013年    | |
|    | ジュディット・エグザビエ | Judith Exavier     | 2013年    | 2018年    | 兼公使参事官。ラルフ・ラトルチュ駐日大使の在任前後には臨時代理大使も兼任。在東京総領事離任後、在サンティアゴ・デ・ロス・カバリェロス総領事（2018年～2019年）。 |
| -  | 空席                     | vacant             | 2018年    | 2023年    | |